# Vuitebœuf
Vuitebœuf (/vɥitbœf/) est une commune suisse du canton de Vaud, située dans le district du Jura-Nord vaudois, sur la route principale reliant Yverdon à Sainte-Croix.

## Géographie
Le territoire de Vuitebœuf s'étend sur 5,06 km2. Lors du relevé de 2013-2018, les surfaces d'habitations et d'infrastructures représentaient 9,1 % de sa superficie, les surfaces agricoles 47,8 % et les surfaces boisées 43,9 %.

### Hameau de Peney
Le hameau de Peney, situé à environ un kilomètre au sud-est de Vuitebœuf et appartenant au territoire de cette commune, était en 1228 déjà le chef-lieu d'une vaste paroisse qui montait jusqu'à Sainte-Croix.

### Voie à ornières
Vuiteboeuf est réputé pour son « chemin de la Côte », ancienne route du sel qui monte en direction de Sainte-Croix, et qui appartenait sous l’Ancien Régime à Leurs Excellences de Berne. Ce tracé était utilisé pour le trafic du sel entre la Franche-Comté et la Suisse. La voie taillée dans le roc est marquée de profonds sillons. Elle a passé parfois pour avoir une origine romaine, mais des recherches historiques ont montré qu’elle a été développée aux XVIIe et XVIIIe siècles, avec des travaux particulièrement importants en 1712 et 1745-1747. Des restaurations on encore lieu en 1752, comme en témoigne un bloc millésimé à la base d’un mur de soutènement. Sur un tronçon particulier de ce chemin saunier, on a compté jusqu’à 30 rainures creusées dans le calcaire. Par endroits, des pavements ont même été aménagés avec de gros blocs, dans lesquels des ornières sont également marquées. Ces sillons étaient destinés à faciliter le guidage des charriots, mais s’érodaient assez rapidement par usure et étaient alors retaillés en parallèle aux précédents. La route cantonale actuelle, marquée de nombreux lacets pour atténuer la pente, a été construite sous la direction de l’ingénieur cantonal Adrien Pichard en 1838,.

## Toponymie
Le toponyme « Vuitebœuf » se prononce /vɥitbœf/.
Son premier élément, Vuite, pourrait correspondre au germanique wahta (« garde ») emprunté par le gallo-roman, qui donné en français « guet », avec le verbe dérivé « guetter ». Les formes dialectales dans l'espace romand sont du type « waite », ou « wête », et l'on trouve, en toponymie, les Vuites ou les Ouates (Plan-les-Ouates) qui désignent des fortins, ou postes de garde, dont certains pouvaient être de vrais châteaux. La seconde partie du toponyme « Vuitebœuf » ne correspond certainement pas à « bœuf », mais doit remonter au germanique bosk (buisson), qui donne en allemand « Busch », et en français « bois ». Ce village, donc, en position stratégique au pied du Jura, a pris un nom qui signifie « poste de garde du bois ». La tradition populaire l'a réinterprété en « guette bœuf ».
Premières mentions : 1024, in villa que nominatur Vuaitibo. — 1336, Voytiban. — 1403 Vuitebo. — 1668 Vitebœuf. — 1694 Vittembœuf.
Le nom du village est Vouètebô ou Veïtebu en patois vaudois.

## Population et société

### Gentilé et surnom
Les habitants de la commune se nomment les Vuitebolards. Plus spécifiquement, les habitants de Peney sont appelés les Peneyrons.
Ils sont surnommés les Vuètevatses, soit ceux qui guettent les vaches en patois vaudois. 

### Démographie

#### Évolution de la population
Vuitebœuf compte 592 habitants au 31 décembre 2022 pour une densité de population de 117 hab/km2. Sur la période 2010-2019, sa population a augmenté de 20,9 % (canton : 12,9 % ; Suisse : 9,4 %).  

#### Pyramide des âges
En 2020, le taux de personnes de moins de 30 ans s'élève à 37 %, au-dessus de la valeur cantonale (35 %). Le taux de personnes de plus de 60 ans est quant à lui de 18,3 %, alors qu'il est de 21,9 % au niveau cantonal.
La même année, la commune compte 305 hommes pour 283 femmes, soit un taux de 51,9 % d'hommes, supérieur à celui du canton (49,1 %).
| Hommes | Classe d’âge | Femmes |
| ------ | ------------ | ------ |
| 0,7    | 90 ans ou +  | 1,1    |
| 3,0    | 75 à 89 ans  | 3,5    |
| 14,4   | 60 à 74 ans  | 13,8   |
| 23,9   | 45 à 59 ans  | 21,9   |
| 21,6   | 30 à 44 ans  | 22,3   |
| 18,7   | 15 à 29 ans  | 23,7   |
| 17,7   | - de 14 ans  | 13,8   |

| Hommes | Classe d’âge | Femmes |
| ------ | ------------ | ------ |
| 0,5    | 90 ans ou +  | 1,4    |
| 6,1    | 75 à 89 ans  | 8,2    |
| 13,3   | 60 à 74 ans  | 14,3   |
| 21,5   | 45 à 59 ans  | 21,2   |
| 22,0   | 30 à 44 ans  | 21,4   |
| 19,6   | 15 à 29 ans  | 18,0   |
| 16,9   | - de 14 ans  | 15,5   |

## Politique
La commune de Vuiteboeuf est dotée d'une municipalité de cinq membres (exécutif) et d'un conseil général (législatif) composé de 45 membres. La Municipalité est élue au suffrage universel, selon le système majoritaire, pour une période de cinq ans. Le Conseil général est ouvert à l'ensemble des citoyens de la commune, pour autant qu'il soit : « majeur, domicilié dans la commune, résidant en Suisse légalement depuis au moins 10 ans et dans le canton depuis au moins 3 ans ». 

### Liste des syndics de Vuitebœuf
| Début | Fin  | Nom              | Parti                              | Remarques            |
| ----- | ---- | ---------------- | ---------------------------------- | -------------------- |
| 1872  | 1890 | Jacques Martinet |                                    |                      |
| 1891  | 1898 | Jules Margot     |                                    |                      |
| 1899  | 1901 | Jacques Martinet |                                    |                      |
| 1902  | 1903 | Ernest Degiez    |                                    |                      |
| 1904  | 1905 | Adolphe Margot   |                                    |                      |
| 1906  | 1918 | David Margot     |                                    |                      |
| 1919  | 1921 | Fernand Margot   |                                    |                      |
| 1921  | 1950 | Jules Bornand    |                                    |                      |
| 1950  | 1976 | Robert Dériaz    |                                    | Enseignant, colonel. |
| 1976  | 1989 | Adrien Karlen    | Union démocratique du centre (UDC) |                      |
| 1990  | 1997 | Jacques Martinet |                                    |                      |
| 1998  | 2006 | Jean-Luc Degiez  |                                    |                      |
| 2006  | 2010 | Serge Juriens    |                                    |                      |
| 2010  | 2022 | Georges Karlen   |                                    |                      |

## Culture et patrimoine

### Patrimoine bâti

#### Nouvelle église
En vue de la construction d'un nouveau temple, les autorités se tournent vers un architecte lausannois, Charles-François Bonjour. Son projet bénéficie bientôt d’une grande faveur, bien que son devis soit sensiblement plus élevé que celui de la simple restauration. Seul le syndic, Ernest Degiez, s’efforce de sauver l’édifice historique, dont l’emplacement, également, est conflictuel. Le syndic s’attache à défendre les intérêts de Peney, tandis que par ailleurs on signale que l’on entend à chaque instant des quolibets et des propos injurieux à l’adresse de la population de Vuitebœuf. Au vote, le Conseil communal entérine finalement la décision de la Municipalité, à savoir la démolition de l’ancienne église et une reconstruction à neuf sur une parcelle à proximité immédiate de Vuitebœuf.
Le nouveau temple, de style éclectique construit en 1904 par Charles-François Bonjour, se dresse fièrement sur une hauteur dégagée dominant Vuitebœuf (cloche de 1407 - moulages exposés - et vitraux 1905 par Edouard Diekmann). Ce nouveau sanctuaire contribue à donner un fort symbole identitaire au village et témoigne du glissement du centre de gravité de la commune. En effet, le pôle d'activité quitte la séculaire localité agricole de Peney, pour se déplacer vers Vuiteboeuf, dynamique agglomération toute proche qui bénéficie de structures industrielles animées par l’énergie du cours d’eau de l’Arnon.

### Héraldique
D'argent à la face ondée d'azur, accompagnée en chef de trois roues de moulin de sable et en pointe d'une église au naturel, couverte de gueules.
Les armoiries de cette commune, adoptées en 1925, évoquent le cours d'eau de l'Arnon, qui fit tourner trois moulins symbolisés par des roues. En pointe, l'église rappelle que le hameau de Peney fut un centre paroissial en 1228 déjà, avec son église don seul le clocher a échappé à la démolition en 1907.